# Nemanja Matić
Nemanja Matić (în sârbă Немања Мaтић; pronunțat AFI: nɛmaɲa matitɕ; n. 1 august 1988, Šabac, RS Serbia, RSF Iugoslavia) este un fotbalist sârb liber de contract, care joacă pe post de mijlocaș defensiv. Pe plan internațional, are prezențe la națională pentru Serbia U21⁠(d) și Serbia. Fratele său mai mic, Uroš Matić, joacă atacant la Abha Club din Arabia Saudită.

## Cariera

### Chelsea FC
Pe 18 August din 2009 Nemanja a fost semnat de Chelsea din Anglia pentru 1.800.000 de euro, semnând un contract de 4 ani. A primit numărul #24. Debutul oficial cu Chelsea a venit pe 21 noiembrie din 2009 într-un meci de Premier League împotriva lui Wolverhampton Wanderers, intrând în minutul 70 în locul lui Florent Malouda. În acest meci, Chelsea a învins cu 4-0. 

### SBV Vitesse
Pe 23 August din 2010, Matić a fost împrumutat la SBV Vitesse în Olanda până la sfârșitul sezonul 2010-11, împreună cu colegii lui de la Chelsea Slobodan Rajković și Matej Delač. Debutul său pentru Vitesse în Eredivisie a fost pe 29 August din 2010 împotriva lui Feyenoord, unde Matić a jucat toate cele 90 de minute. În acel meci, Feyenoord a câștigat cu 4-0. Al doilea său meci în liga a fost pe 11 septembrie din 2010 cu SC Heerenveen. În acel meci, Heerenveen a câștigat cu 2-1. Pe 29 ianuarie din 2011, Matić a marcat primul său gol pentru Vitesse împotriva lui Roda JC în minutul 16 primul gol al echipei sale în victoria cu 5-2. Al doilea său gol cu Vitesse ar fi pe 20 februarie 2011 în victoria, 2-0 cu De Graafschap, unde Matić a marcat al doilea gol pentru echipa în minutul 84. Matić a încheiat sezonul cu 27 de meciuri în campionat.

### SL Benfica
Pe 31 ianuarie 2011, Chelsea FC îl transfera pe brazilianul David Luiz de la Benfica Lisabona. Cu toate acestea, clubul l-a inclus pe Matić în negociere. Din aceasta cauză, Matić a trebuit să-și termine împrumutul la Vitesse și să plece la Benfica.

### Chelsea FC
Pe 15 ianuarie 2014 a fost făcută oficial revenirea lui Matić la Chelsea FC, pentru o sumă de 25 de milioane de euro. Pe 8 mai 2017, a marcat primul său gol pe Stamford Bridge, într-un meci cu Middlesbrough câștigat de Chelsea cu 3-0.

### Manchester United
Manchester United l-a achiziționat pe Matić la 31 iulie 2017 pentru suma de 40 de milioane de lire sterline, jucătorul semnând un contract pentru trei sezoane cu opțiune de prelungire pentru încă un an și reîntâlnindu-se cu antrenorul Jose Mourinho. United a anunțat în martie 2020 că activează clauza de prelungire a contractului pentru un an, până în 2021. Pe 6 iulie 2020, Matić a semnat un nou contract, pe trei sezoane, cu United, valabil până în 2023.
La 15 aprilie 2022, Matić a anunțat că părăsește echipa la finalul sezonului, renunțând la ultimul an de contract.

### AS Roma
După despărțirea de Man.United, Matić a ajuns la AS Roma cu care a semnat un contract pentru un sezon cu posibilitate de prelungire pentru încă unul, urmând să evolueze din nou sub comanda antrenorului Jose Mourinho.